# Oona O'Neill
Oona O’Neill, Lady Chaplin, född 14 maj 1925 i Warwick Parish på Bermuda, död 27 september 1991 i Corsier-sur-Vevey, Vaud, Schweiz, var dotter till dramatikern Eugene O'Neill och Agnes Boulton samt gift med Charlie Chaplin.
Hennes föräldrar skildes när hon var liten och hon växte upp med sin mor i Point Pleasant i Ocean County, New Jersey. Som ung var hon en av New York-societéns mest eftertraktade debutanter och uppvaktades av Orson Welles och J.D. Salinger. Hon ville pröva lyckan som skådespelerska och träffade Charlie Chaplin genom en Hollywoodagent. 1943 gifte sig den 18-åriga O'Neill med den 54-årige Chaplin, hans fjärde äktenskap. Hennes far Eugene O'Neill ogillade starkt äktenskapet och tog avstånd från sin dotter och de försonades aldrig.
Under McCarthy-eran misstänkliggjordes Chaplin på grund av sitt politiska engagemang. Efter ett besök i England för premiären på Rampljus (1952) vägrades Chaplin inresevisum till USA, varpå paret Chaplin flyttade till Schweiz och Oona avsade sig sitt amerikanska medborgarskap. De förblev gifta till makens död 1977. Paret fick åtta barn, Geraldine, Michael, Josephine, Victoria, Eugene, Jane, Annette och Christopher. Efter makens död bodde hon en tid i New York men flyttade tillbaka till Schweiz där hon dog av bukspottkörtelcancer 1991.